# Place des Ternes
Place des Ternes är en öppen plats i Quartier du Faubourg-du-Roule och Quartier des Ternes i Paris åttonde och sjuttonde arrondissement. Platsen är uppkallad efter Avenue des Ternes, som i sin tur är uppkallad efter den tidigare byn Ternes.
Byggnaderna vid nummer 7–9 uppfördes 1881–1882 efter ritningar av arkitekten Jean Boussard.

## Omgivningar
- Saint-Ferdinand-des-Ternes
- Cathédrale Saint-Alexandre-Nevsky
- Place Aimé-Maillart

## Bilder
| - Gatuskylt. - Saint-Ferdinand-des-Ternes. - Cathédrale Saint-Alexandre-Nevsky. - Place Aimé-Maillart. |

## Kommunikationer
- Tunnelbana – linje  – Ternes
- Busshållplats Ternes – Paris bussnät, linje 43

### Webbkällor
- ”Place des Ternes”. Mairie de Paris. https://web.archive.org/web/20150910125522/http://www.v2asp.paris.fr/commun/v2asp/v2/nomenclature_voies/Voieactu/9171.nom.htm. Läst 30 augusti 2022.
- ”Place des Ternes (8ème et 17ème arrondissement)”. Les rues de Paris. https://web.archive.org/web/20171024081022/http://www.parisrues.com/rues08/paris-08-place-des-ternes.html. Läst 30 augusti 2022.